# Igor Nikolajewitsch Samoilow
Igor Nikolajewitsch Samoilow (russisch Игорь Николаевич Самойлов; * 28. Oktober 1981) ist ein ehemaliger russischer Bogenbiathlet.
Igor Nikolajewitsch Samoilow erreichte seine internationalen Erfolge alle zwischen 2002 und 2005 und wurde dabei nach Andrei Markow zum erfolgreichsten Vertreter seiner Sportart. Bei den Weltmeisterschaften 2002 in Pokljuka gewann er vor Markow und Daniele Conte den Titel im Einzel sowie mit Michail Woronin, Iwan Maslennikow und Markow im Staffelrennen. Hinter Woronin und Markow gewann er zudem die Bronzemedaille im Massenstartrennen. Außerdem gewann er die Gesamtwertungen in den Disziplinen Einzel und Sprint im Weltcup. Ein Jahr später gewann er bei der WM in Krün an der Seite von Wladimir Fomitschow, Maslennikow und Markow seine zweite Goldmedaille mit der Staffel. 2004 gewann der Russe in Pokljuka vor Wolodymyr Ossadtschyj und Maxim Menschikow das Massenstartrennen und gewann zudem hinter Markow und Andrej Zupan die Bronzemedaille im Verfolgungsrennen, nachdem er im Sprint eine Medaille als Viertplatzierter noch knapp verpasst hatte. Mit Maslennikow, Igor Borissow und Markow gewann Samoilow zudem seine dritte Goldmedaille im Massenstartrennen in Folge. Letzte Weltmeisterschaften wurden die Titelkämpfe des Jahres 2004 von Forni Avoltri. Samoilow gewann an der Seite von Pawel Borodin, Wladimir Jewtjukow und Menschikow erneut Staffelgold. Hinter dem überragenden Athleten der Spiele, Borissow, der alle Einzelgoldmedaillen gewann, sicherte er sich in seiner Paradedisziplin dem Massenstart hinter Borissow und vor Edmund Martin die Silbermedaille.